# Fortunato Baldelli

Wappen von Fortunato Kardinal Baldelli

Fortunato Kardinal Baldelli (* 6. August 1935 in Valfabbrica, Provinz Perugia, Italien; † 20. September 2012 in Rom) war ein italienischer Geistlicher, Diplomat des Heiligen Stuhls und Kurienkardinal der römisch-katholischen Kirche.

## Leben
Fortunato Baldelli trat 1947 in das Päpstliche Seminar in Assisi ein. Nach dem Tod seiner Eltern setzte er seine Ausbildung in Katholischer Theologie und Philosophie mit Hilfe seiner Brüder und mit Unterstützung des Bischofs von Assisi, Giuseppe Placido Nicolini, fort. Er empfing am 18. März 1961 in der Kathedrale von San Rufino in Assisi durch Luigi Kardinal Traglia das Sakrament der Priesterweihe. 1966 trat er in den diplomatischen Dienst des Heiligen Stuhls ein und wirkte in den Apostolischen Nuntiaturen in Kuba und Ägypten. Später arbeitete er im Staatssekretariat und für den Rat für öffentliche Angelegenheiten der Kirche. Darüber hinaus war er Sondergesandter und Ständiger Beobachter beim Europarat in Straßburg. Papst Johannes Paul II. verlieh ihm am 7. Februar 1980 den Titel Ehrenprälat Seiner Heiligkeit.
Am 12. Februar 1983 ernannte ihn Johannes Paul II. zum Titularerzbischof von Mevania und zum Apostolischen Delegaten in Angola. Die Bischofsweihe spendete ihm Kardinalstaatssekretär Agostino Casaroli am 23. April desselben Jahres; Mitkonsekratoren waren der Sekretär der Kongregation für die Evangelisierung der Völker, Duraisamy Simon Lourdusamy, und der  Bischof von Assisi, Sergio Goretti. Am 4. Mai 1985 wurde ihm zusätzlich das Amt des Apostolischen Pro-Nuntius in São Tomé und Príncipe übertragen. Anschließend war er Apostolischer Nuntius in der Dominikanischen Republik (1991–1994), in Peru (1994–1999) und in Frankreich (1999–2009).
Papst Benedikt XVI. ernannte ihn am 2. Juni 2009 zum Großpönitentiar. Im Konsistorium vom 20. November 2010 nahm ihn Papst Benedikt XVI. als Kardinaldiakon mit der Titeldiakonie Sant’Anselmo all’Aventino in das Kardinalskollegium auf. Am 5. Januar 2012 nahm Benedikt XVI. das von Fortunato Baldelli aus Altersgründen vorgebrachte Rücktrittsgesuch vom Amt des Kardinalgroßpönitentiars an.
Fortunato Baldelli starb am 20. September 2012 in Rom. Die feierlichen Exsequien wurden am 22. September desselben Jahres von Kardinaldekan Angelo Sodano im Petersdom zelebriert. Fortunato Baldelli fand seine letzte Ruhestätte auf dem Friedhof seines Geburtsortes Valfabbrica.

## Mitgliedschaften
- Sektion für die Beziehungen mit den Staaten im Vatikanischen Staatssekretariat (2011–2012)[6]
- Kongregation für die Selig- und Heiligsprechungsprozesse (2010–2012)[7]